# Walter Guiteras
Walter Guiteras Denis (San Borja, Bolivia; 5 de enero de 1950 - Santa Cruz de la Sierra, Bolivia; 18 de agosto de 2020) fue un odontólogo y político boliviano. Fue el ministro de Gobierno de Bolivia desde el 21 de junio de 1999 hasta el 25 de abril de 2000 así como también ministro de la Presidencia de Bolivia desde el 25 de abril de 2000 hasta el 13 de enero de 2001 durante el segundo gobierno del presidente Hugo Banzer Suárez.
Durante su larga carrera política, Walter Guiteras fue diputado nacional desde 1989 hasta 1993, así como también ocupó el cargo de senador en tres ocasiones; la primera vez desde 1993 hasta 1997, la segunda vez desde 1997 hasta 1999 y finalmente la tercera vez desde 2006 hasta 2010. Cabe mencionar que Guiteras fue uno de los muy pocos políticos bolivianos que lograron llegar a participar en 7 comicios de manera continua y seguida en un periodo de 27 años (1978-2005), entre ellos; las elecciones de 1978, de 1979, de 1985, de 1989, de 1993, de 1997, de 2002 y de 2005.

## Biografía
Walter Guiteras nació el 5 de enero de 1950 en la localidad beniana de San Borja ubicado en la Provincia José Ballivián del Departamento del Beni. Salió bachiller en su ciudad natal el año 1968. Durante su juventud, se trasladó a vivir a la ciudad de La Paz donde continuó con sus estudios superiores ingresando a estudiar en la Universidad Mayor de San Andrés (UMSA) titulándose como odontólogo de profesión el año 1974.
Durante su vida laboral, Guiteras ocupó diferentes cargos 
de liderazgo cívico en el Beni. Inicialmente fue presidente del Comité Cívico de San Borja desde el año 1976 hasta 1980. Ocupó también el puesto de Presidente de la Asociación de Ganaderos de San Borja desde 1977 hasta 1988 y finalmente fue el presidente de la Federación de Ganaderos 
del Departamento del Beni desde el año 1979 hasta 1989.
Walter Guiteras ocupó también cargos políticos administrativos como representante de la Corporación del Desarrollo del Beni (CORDEBENI) en San Borja desde 1980 hasta 1982 y así mismo, Guiteras llegaría a ser director de CORDEBENI desde 1986 hasta 1990.

## Carrera política

### Elecciones nacionales de 1978
Walter Guiteras ingresó a la vida política del país siendo todavía un joven de apenas 28 años de edad en 1978. Ese mismo año participa en las elecciones nacionales como candidato al cargo de diputado suplente en representación del partido Unión Nacionalista del Pueblo (UN) perteneciente al general Juan Pereda Asbún. No logró acceder al cargo debido a la anulación de dichas elecciones por el fraude cometido.

### Elecciones nacionales de 1979
Al año siguiente, Guiteras vuelve nuevamente a participar en las elecciones nacionales de 1979 como candidato al cargo de diputado por el Departamento del Beni pero esta vez en representación del entonces nuevo partido de Acción Democrática Nacionalista (ADN) que durante aquella época era un partido de reciente creación perteneciente al expresidente Hugo Banzer Suárez. Pero Guiteras no logró ganar acceder a dicho cargo debido a la escasa votación que obtuvo durante ese año.

### Elecciones nacionales de 1985
El año 1985, Walter Guiteras participa nuevamente en las elecciones, pero esta vez al cargo de senador por el Beni en representación de ADN. Pero al igual que en los anteriores comicios, tampoco tuvo éxito en estas elecciones.

### Diputado de Bolivia (1989-1993)
El 1989, vuelve nuevamente a participar de las elecciones nacionales de ese año como candidato al cargo de diputado por el Departamento del Beni representando a ADN. Esta vez, Guiteras logró acceder al curul parlamentario, ya a sus 39 años de edad. Permaneció en el cargo desde el 6 de agosto de 1989 hasta el 6 de agosto de 1993.
El año 1992, Guiteras fue designado Jefe del partido Acción Democrática Nacionalista (ADN) en el Departamento del Beni hasta 1995. Ejerció también luego como secretario nacional de organización del partido 
en 1994 y secretario ejecutivo en 1995.

### Senador de Bolivia (1993-1997)
El año 1993, Walter Guiteras participa nuevamente en las elecciones nacionales de ese año y  ocupa el cargo de senador por el Beni también por el partido de ADN.

### Senador de Bolivia (1997-1999)
En 1997, Guiteras postula en las elecciones de ese año para obtener su reelección como senador y obtiene la victoria logrando salir reelegido nuevamente como senador por el Departamento del Beni representando a ADN.

#### Presidente de la Cámara de Senadores (1997-1999)
El 6 de agosto de 1997, Wallter Guiteras asume la presidencia de la Cámara de Senadores de Bolivia en reemplazo de Raúl Lema Patiño. Estuvo en el puesto por 2 años hasta el junio de 1999, siendo reemplazado por Leopoldo Fernández Ferreira.

### Ministro de Gobierno de Bolivia (1999-2000)
Renunció a su cargo de senador debido a que el 21 de junio de 1999, el Presidente de Bolivia Hugo Banzer Suárez lo posesiona como el nuevo Ministro de Gobierno en reemplazo Guido Nayar Parada. Walter Guiteras asumió el mando del ministerio ya a sus 49 años de edad. Pero cabe mencionar, que tuvo que renunciar debido a los problemas y conflictos sociales que se suscitaron el año 2000 en la ciudad de Cochabamba en la entonces denominada "Guerra del Agua". En su reemplazo, Banzer posesionó a Guillermo Fortún Suárez.

### Ministro de la Presidencia de Bolivia (2000-2001)
En mayo de 2000, el presidente Hugo Banzer Suarez lo designa ministro de la Presidencia de Bolivia. Pero al año siguiente, Guiteras renuncia debido a escándalos familiares.

### Elecciones nacionales de 2002
El año 2002, Walter Guiteras participa como candidato a senador por el Beni en las elecciones de ese año, pero no logra acceder al cargo debido al ya escaso apoyo de la población hacia su partido ADN durante esa época.

### Senador de Bolivia (2006-2010)
El año 2005, el expresidente Jorge Quiroga Ramírez (jefe del entonces partido PODEMOS) incorpora a Walter Guiteras en sus listas como candidato a senador por el Departamento del Beni. Cabe mencionar que esta sería la última elección en la que participaría Walter Guiteras, pues estaría en dicho cargo desde 2006 hasta 2010 cuando se retiró definitivamente de la vida política ya a sus 60 años de edad.
Su hijo, Mauricio Guiteras Arias fue candidato a la alcaldía de la ciudad Trinidad por la agrupación ciudadana "Construyendo Futuro" en las elecciones subnacionales de 2015.

### Fallecimiento
Walter Guiteras falleció en la ciudad de Santa Cruz de la Sierra el 18 de agosto de 2020 a sus 70 años de edad a causa de la mortal enfermedad del Coronavirus. Los restos de Walter Guiteras fueron trasladados a la ciudad de Trinidad donde actualmente descansa.